# ResearchGate
A ResearchGate egy díjmentes Social-Networking internetes oldal, mely a különféle tudományágazatokban tevékenykedő kutatók számára lett kifejlesztve. Az oldal szabad hozzáférést garantál a keresés funkcióhoz a különböző szakfolyóiratok cikkei között, melyek egy több mint 30 millió bejegyzést tartalmazó, és folyamatosan bővülő adatbázisban találhatók.
A keresés kezdetekor a felhasználó keresőbe beírt, például „orvosi folyóiratcikkek” kulcsszó megadása után, máris megtekintheti a hasonló témájú, rendelkezésre álló releváns, időrendi sorrendben megjelenő tanulmányokat. Ugyanezzel a funkcióval kereshetünk kollégákat a világ minden tájáról, akik szintén az adott tudományágban dolgoznak. A ResearchGate 2009 óta a tagoknak nyílt hozzáférést biztosít a copyright publikáláshoz. A feltöltött dokumentumok bekerülnek a belső források közé, melyeket a felhasználók a szemantikus keresés során szabadon letölthetnek, megtekinthetnek.
Szolgáltatásai közé tartozik továbbá a fájlmegosztás, fórumok, módszertani beszélgetések, vitacsoportok stb. Ezen funkciók használatának kiinduló feltétele egy személyes kutatóprofil létrehozása.
A platform tartalmaz egy úgynevezett állásbörzét, mely a világszerte kínálkozó tudományos munkakörű állásokat gyűjti össze. A munkakeresés során megadhatók választási szempontok, mint kulcsszó, pozíció, munkaterület, ország stb.
Sok tudományos szervezet, mint az International Academy of Life Sciences (IALS), az European Science Foundation, a ResearchGate-et használják közös találkozási pontként, ahol a tagok és résztvevők megoszthatják az adatokat, lefolytathatják a szakmai vitákat, megbeszéléseket. A platform ezért kifejlesztett egy úgynevezett subcommunities-t is, melyen belül csak az adott intézmény tagjai kommunikálhatnak. Számos nemzetközi egyetem professzorai garantálják az Advisory Board (tanácsadó szolgáltatás) minőségét és függetlenségét.
A ResearchGate, melynek központja Bostonban és Berlinben található, 2011. májusi megalapítása óta a világ 192 országában van jelen több mint 1 400 000 taggal.